# 杭州湾跨海大桥
杭州湾跨海大桥是一座横跨中国杭州湾海域的跨海大桥，它北起浙江省嘉兴市海盐郑家埭，南至宁波市慈溪水路湾。它是沈海高速公路的一部分，全长36公里，比连接巴林与的法赫德国王大桥长11公里，2008年建成时曾为世界上最长的跨海大桥。在浙江省高速公路规划中，杭州湾跨海大桥又被定名为“杭州湾宁波通道”，为未来浙江省高速公路网“两纵两横十八连三绕三通道”中的“三通道”之一。

## 历史
杭州湾跨海大桥2002年经国家计委批准立项，2003年6月8日奠基，2007年6月26日全线贯通，2008年5月1日建成通车。
2013年7月上海實業（集團）有限公司斥資14.66億元人民幣收購杭州灣跨海大橋23.0584%的股權。

## 投资
杭州湾跨海大桥主要投资来自浙江省地方政府和浙江民营企业，没有依靠国家投资，是目前浙江的地标之一。大桥总投资预计超过161亿元人民币。其中大桥部分长36公里，耗资118亿元；北岸连接线部分长29.1公里，投资17亿元；南岸连接线部分长55.3公里，投资34亿元。来自民间的资本占了总资本的一半，包括雅戈尔、方太厨具、海通集团等民营企业都参与了对大桥的投资。大桥收费年限为30年，收费标准预计为80元/辆。

## 工程建设

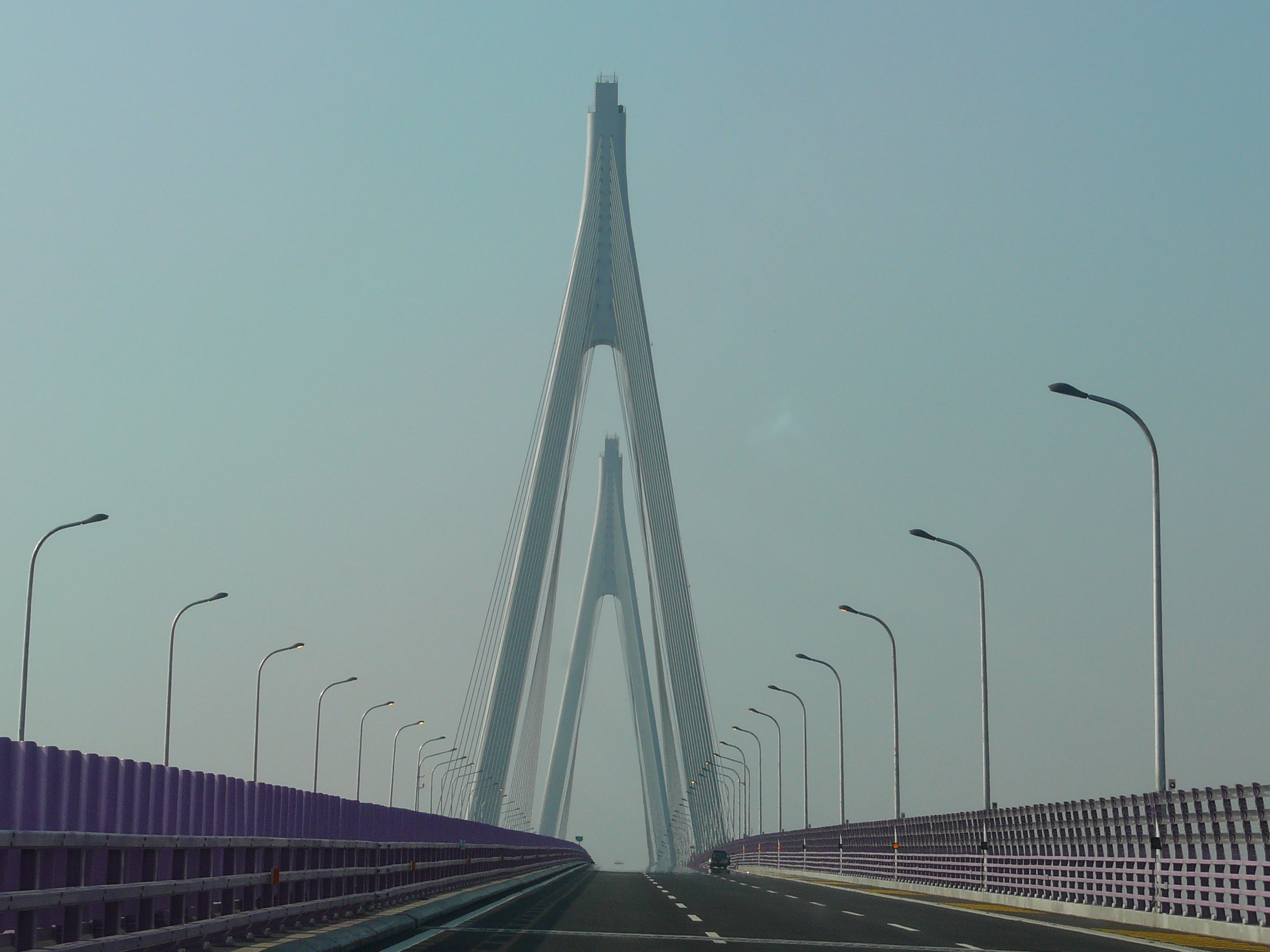
大桥主跨（北航道）的两个桥塔，从北岸看去

杭州湾跨海大桥所处的杭州湾地区是世界三大强潮海湾之一。受到台风影响较大，水流湍急，潮流紊乱容易产生冲刷，南岸滩涂地下存在沼气，这些自然条件给大桥的工程建设带来了较大的困难。
为了克服桥长、地质条件复杂等困难，杭州湾跨海大桥建设中采用多种先进技术。其中，超长钢管桩、预应力混凝土箱梁、大型平板车梁上运梁工艺、GPS测量和防腐蚀工艺是大桥建设中的亮点。
大桥桥宽33米，为双向六车道，设计时速100公里，设计使用寿命100年以上。大桥设有南、北两个航道，其中北航道宽325米，高47米，可通航3万5千吨级船舶；南航道宽125米，高31米，可通航3000吨级船舶。大桥设计中结合景观，桥面为S形，这种设计可以消除驾驶者的疲劳心理。在离南岸约14公里处，设计有一个面积达1.2万平方米的交通服务救援海上平台，同时也是旅游休闲观光平台的杭州湾跨海大桥海中平台。

## 连接线

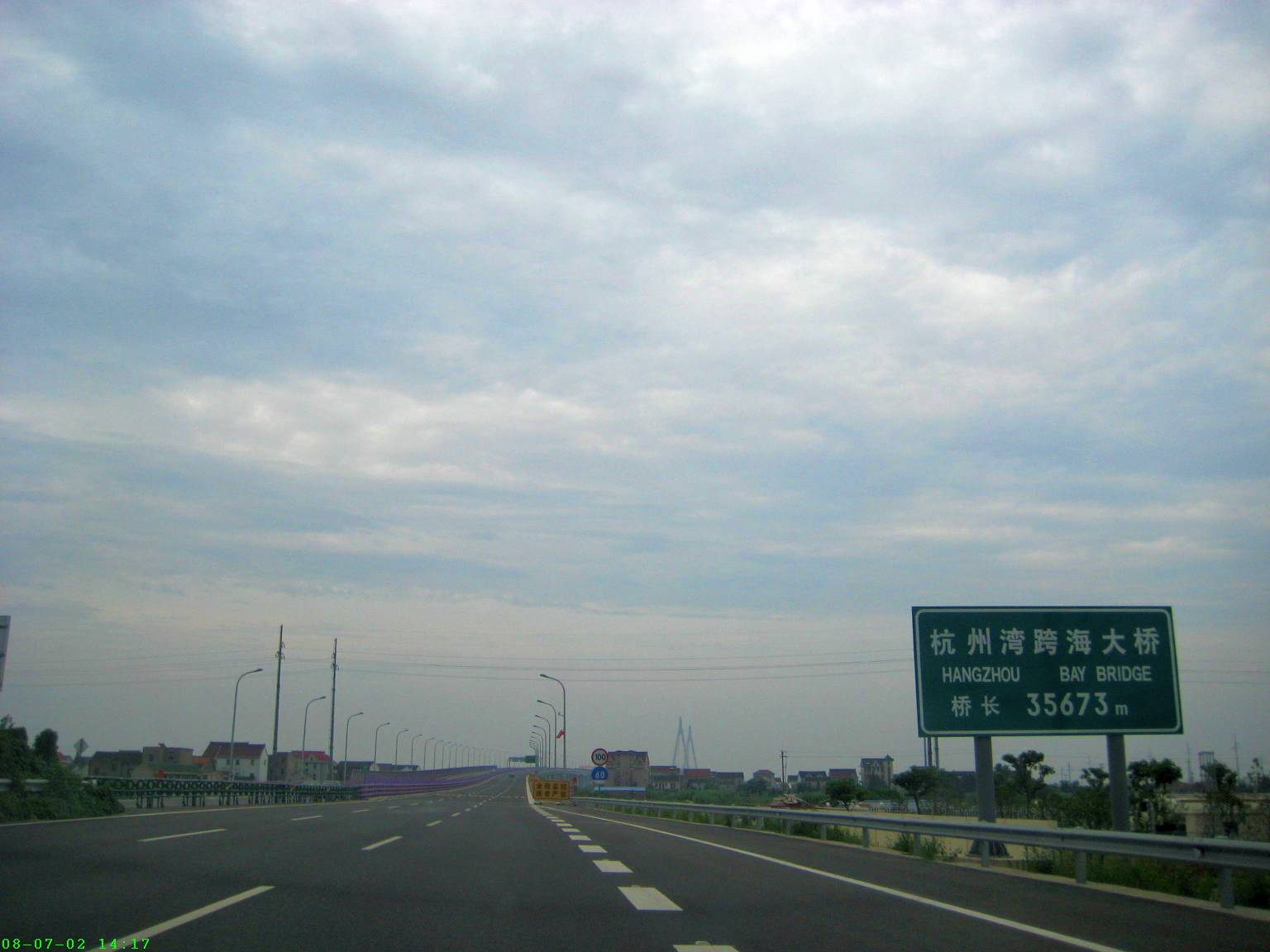
杭州湾跨海大桥海盐一侧路牌

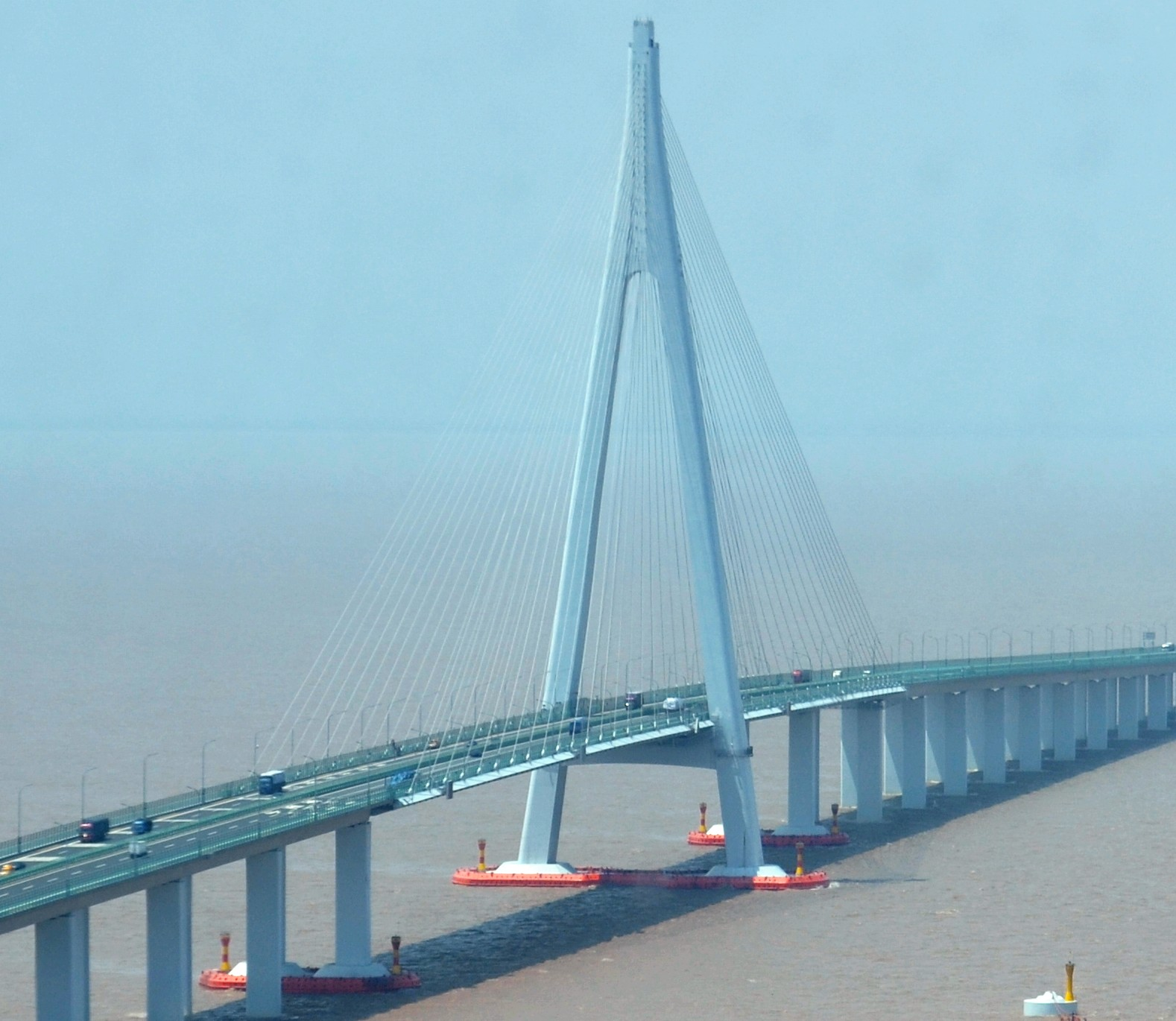
杭州湾跨海大桥的南航道桥（塔高194.3米，主跨318米的单塔斜拉桥）

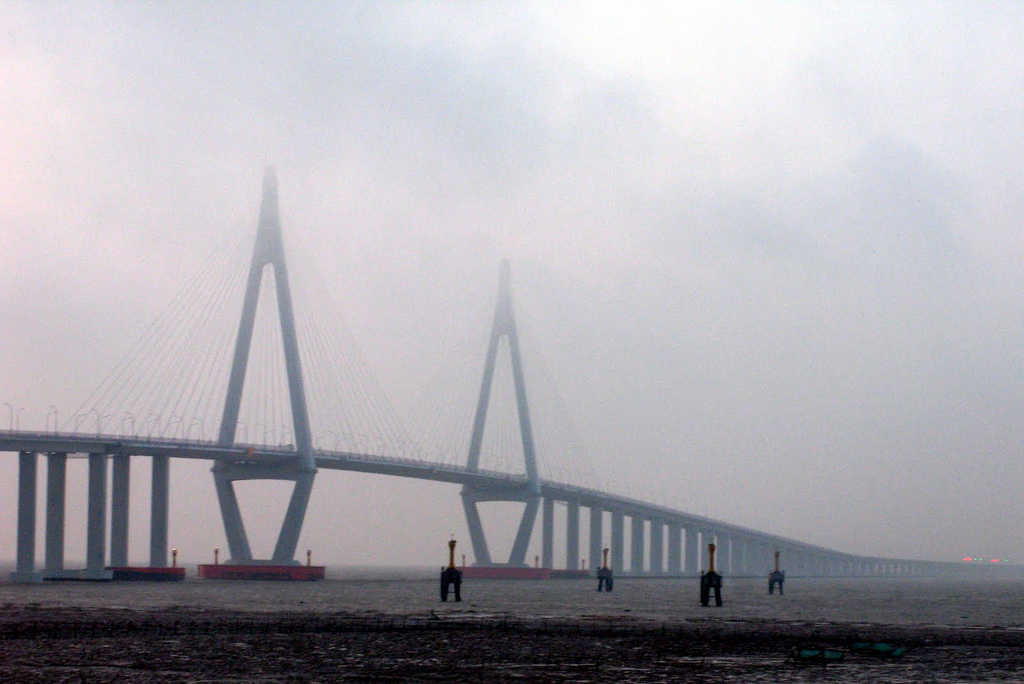
杭州湾跨海大桥的北航道桥（主跨448米，塔高178.8米的双塔斜拉桥）

杭州湾跨海大桥南岸连接线起自大桥南岸引线终点，经过庵东、观海卫、掌起、慈城，终于宁波绕城高速公路前洋枢纽，长58.7公里，2007年12月26日建成通车。北岸连接线一期起自沪杭高速公路步云枢纽，经过杭浦高速公路海盐枢纽，连接跨海大桥北部引桥，2008年1月28日通车。北岸连接线二期于2016年开工建设，于2020年1月1日通车。

### 互通枢纽及服务设施列表
| 地区                                                                                         | 里程   | 类型                                       | 名称                | 连接                                          | 说明                                         |
| 路段                                                                                         | 路段   | 路段                                       | 路段                | 路段                                          | 路段                                         |
| -------------------------------------------------------------------------------------------- | ------ | ------------------------------------------ | ------------------- | --------------------------------------------- | -------------------------------------------- |
| 苏浙界                                                                                       |        | 地界                                       | 苏浙界              | 常嘉高速                                      |                                              |
| 嘉兴市 嘉善县                                                                                |        | 停车场 · 飲料小吃                          | 汾湖                | 汾湖                                          |                                              |
| 嘉兴市 嘉善县                                                                                |        | 出入口                                     | 下甸庙 嘉善北       | 下甸庙 嘉善北                                 |                                              |
| 嘉兴市 嘉善县                                                                                |        | 枢纽                                       | 洪溪                | 申嘉湖高速                                    |                                              |
| 嘉兴市 嘉善县                                                                                |        | 出入口                                     | 罗星                | 罗星                                          |                                              |
| 路段                                                                                         |        |                                            |                     |                                               |                                              |
| 嘉兴市 南湖区                                                                                | 0      | (1)                                        | 步云                | 沪昆高速 杭州湾环线高速                       |                                              |
| 嘉兴市 南湖区                                                                                | 6 km   | (2)                                        | 南湖                | 南湖                                          |                                              |
| 嘉兴市 平湖市                                                                                | 16 km  | (3)                                        | 平湖                | 202省道                                       |                                              |
| 路段                                                                                         |        |                                            |                     |                                               |                                              |
| 嘉兴市 平湖市                                                                                | 23 km  | (4)                                        | 海盐                | 沈海高速 杭州湾环线高速 乍嘉苏高速            | 终点，南向与G1521共线段不与S11连通           |
| 嘉兴市 海盐县                                                                                | 26     | (1367)                                     | 嘉兴港区            | 228国道 525国道                               |                                              |
| 嘉兴市 海盐县                                                                                | 27 km  | (6)                                        | 北岸                | 北岸                                          |                                              |
| 宁波市 慈溪市                                                                                | 44 km  | 出入口                                     | 观景平台 海天一洲   | 观景平台 海天一洲                             | 杭州湾跨海大桥海中平台，禁止货车进出         |
| 宁波市 慈溪市                                                                                | 62 km  | (8)                                        | 南岸                | 南岸                                          |                                              |
| 宁波市 慈溪市                                                                                |        | 枢纽                                       | 新区北              | 十一塘高速                                    |                                              |
| 路段                                                                                         |        |                                            |                     |                                               |                                              |
| 宁波市 慈溪市                                                                                | 66 km  | (1407)                                     | 庵东 宁波前湾新区   | 杭甬高速 滨海一路（ 228国道） 杭州湾大道      |                                              |
| 宁波市 慈溪市                                                                                | 78 km  | (1418)                                     | 慈溪 宁波前湾新区东 | 兴慈大道                                      |                                              |
| 宁波市 慈溪市                                                                                |        | 出入口 · 停车场 · 加油设施 · 修车站 · 餐厅 | 新浦 慈溪           | 新浦 慈溪                                     |                                              |
| 路段                                                                                         |        |                                            |                     |                                               |                                              |
| 宁波市 慈溪市                                                                                | 87 km  | (11)                                       | 附海                | 杭甬高速                                      | 限苏浙界方向入，宁波北方向出                 |
| 宁波市 慈溪市                                                                                | 90 km  | (12)                                       | 观海卫              | 329国道                                       |                                              |
| 宁波市 慈溪市                                                                                | 97 km  | (13)                                       | 掌起 龙山           | 慈掌路                                        |                                              |
| 宁波市 江北区                                                                                | 110 km | (14)                                       | 慈城                | 慈城                                          |                                              |
| 宁波市 江北区                                                                                | 112 km | (15)                                       | 慈城                | 宁慈西路（ 319省道）                          |                                              |
| 宁波市 江北区                                                                                | 119 km | (16)                                       | 宁波北 前洋         | 沈海高速 宁波绕城高速 杭州湾环线高速 甬舟高速 |                                              |
| 宁波市 江北区                                                                                | 119 km | 主线出入口 · 主线收费站                    | 宁波北              | 228国道 北外环路                              | 单向出高速公路另收宁波市江北区高速连接线费用 |
| 1.000 英里 = 1.609 千米；1.000 千米 = 0.621 英里 并行路段 • 已关闭／取消 • 限制进入 • 未开放 |        |                                            |                     |                                               |                                              |

## 经济影响
杭州湾跨海大桥使得慈溪市北部交通大为改观。早在2003年，慈溪市便在北部大桥登陆处设立慈溪经济技术开发区，后来升格为杭州湾新区。2010年，杭州湾新区正式挂牌成立，目标为建设浙江的“浦东”。

## 车流纪录
杭州湾大桥的最高日车流量纪录为全天通行量141,894辆，在2024年“五一”小长假第一天（5月1日）创造。

## 花絮

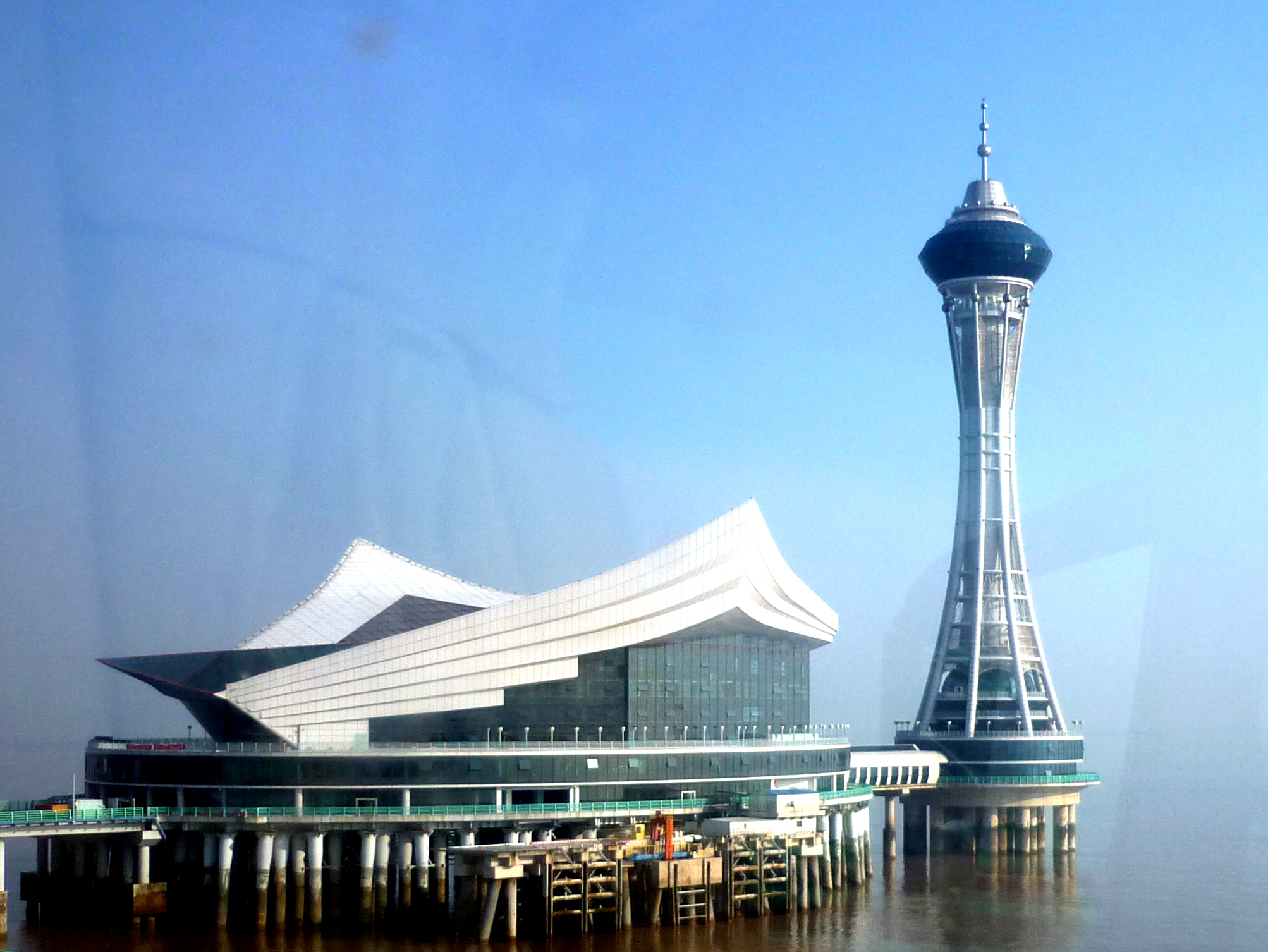
杭州湾跨海大桥海中平台“海天一洲”

- 2008年5月2日大桥开通次日，排队上桥的车辆甚至在距离主桥几十公里处排起难得一见的车辆长龙，迫于车流量过大的原因，当晚开放的大桥景观灯光被迫取消，只保留了路灯的灯光。[14]
- 大桥开通后的一段时间内，并不允许大货车通行。直到2008年10月11日方正式解禁。[15]
- 2010年3月24日，海上观景平台由于施工不慎发生火灾，不過没有造成人员伤亡。[16]
- 在公路桥落成之后，跨杭州湾铁路也已纳入议事日程。[17]这条铁路大桥的走线将大致平行于目前的杭州湾跨海大桥。